# ویر-ل-پو
ویر-ل-پو (به فرانسوی: Villers-les-Pots) یک کمون در فرانسه با جمعیت ۱٬۰۲۰ نفر است که در Canton of Auxonne واقع شده‌است.